# ژومپه
ژومپه (به لاتین: Jemappes) یک منطقهٔ مسکونی در بلژیک است که در مون واقع شده‌است. ژومپه ۶٫۷۲ کیلومتر مربع مساحت و ۱۰٬۱۲۰ نفر جمعیت دارد.